# Parafia Nawrócenia św. Pawła i Nawiedzenia Najświętszej Maryi Panny w Wygiełzowie
Parafia Nawrócenia św. Pawła i Nawiedzenia Najświętszej Maryi Panny w Wygiełzowie – parafia rzymskokatolicka, znajdująca się w archidiecezji łódzkiej, w dekanacie zelowskim.
Według stanu na miesiąc luty 2017 liczba wiernych w parafii wynosiła 1700 osób.